# André Siegfried
Pour les articles homonymes, voir Siegfried.
André Siegfried, né au Havre le 21 avril 1875 et mort à Paris le 28 mars 1959, est un sociologue, historien et géographe français, pionnier de la sociologie électorale.

## Biographie

### Jeunesse et études
André Siegfried passe les dix premières années de sa vie au Havre. Il suit des études secondaires au lycée Condorcet, qu'il évoque dans son autobiographie, Mes souvenirs d'enfance (1957).
Il intègre ensuite l'École libre des sciences politiques (dont son père fut, des décennies plus tôt, l'un des actionnaires-fondateurs) mais n'y étudie qu'un an. Il étudie parallèlement le droit à l'université de Paris, où il obtient une licence de droit et une licence de lettres. Il obtient un doctorat en histoire en 1904, avec une thèse sur la démocratie en Nouvelle-Zélande, puis un doctorat de droit.

### Parcours professionnel
D’abord tenté par la politique, à l’instar de son père Jules Siegfried qui fut maire du Havre, député de la Seine-Inférieure et ministre du Commerce, il y renonça après plusieurs échecs, dont quatre aux élections législatives (1902, 1903, 1906 et 1910).
Libre-penseur et protestant au moment où la loi Combes interdit tout enseignement aux membres d’une congrégation (1904) et où la loi de la séparation des Églises et de l'État (1905) est votée, il rédige un essai sur la société canadienne dans laquelle il dénonce les écoles confessionnelles ainsi que l’influence religieuse ambiante. D’abord critiqué par le théologien Dominique-Ceslas Gonthier, son ouvrage est encore aujourd'hui perçu de manières diverses, certains le jugeant trop critique tandis que d'autres en font un reflet fidèle du passé religieux du Canada.
Engagé en politique aux côtés des radicaux indépendants et des républicains de gauche, André Siegfried se présente en 1902 dans les Basses-Alpes, dans la circonscription de Castellane, dont le député sortant est le progressiste antidreyfusard Boni de Castellane. Battu par ce dernier, il l'accuse de diffamation et obtient l'annulation de l'élection le 7 novembre suivant. Cependant, à l'élection partielle du 25 janvier 1903, Siegfried est à nouveau battu, avec plus de 500 voix d'écart.
Lors des élections législatives de 1906, il se présente dans la 2e circonscription du Havre contre le député sortant progressiste Louis Brindeau, qui le bat dès le premier tour avec 9 194 voix contre 7 696.
En décembre 1909, il brigue un poste de conseiller général dans le 4e canton du Havre. Arrivé en seconde position au premier tour derrière le maire radical-socialiste de Graville-Sainte-Honorine, le docteur Valentino, il est battu au second tour.
Le 24 avril 1910, il tente une dernière fois sa chance dans la 2e circonscription du Havre. Arrivé en deuxième position (avec 5 715 voix), devant Valentino (4 255 voix) mais loin derrière Brindeau (8 758 voix), il est battu au second tour, avec 7 687 voix (contre 10 210 à Brindeau).
Il est à la fois géographe, sociologue, historien, économiste et écrivain. Il enseigne à partir de 1911 à l'École libre des sciences politiques.
Il exerce en tant qu'interprète pendant la Première Guerre mondiale.
Très attaché à sa ville natale, il sera le premier président d'honneur de l'Institut havrais de sociologie économique et de psychologie des peuples, fondé en 1937.

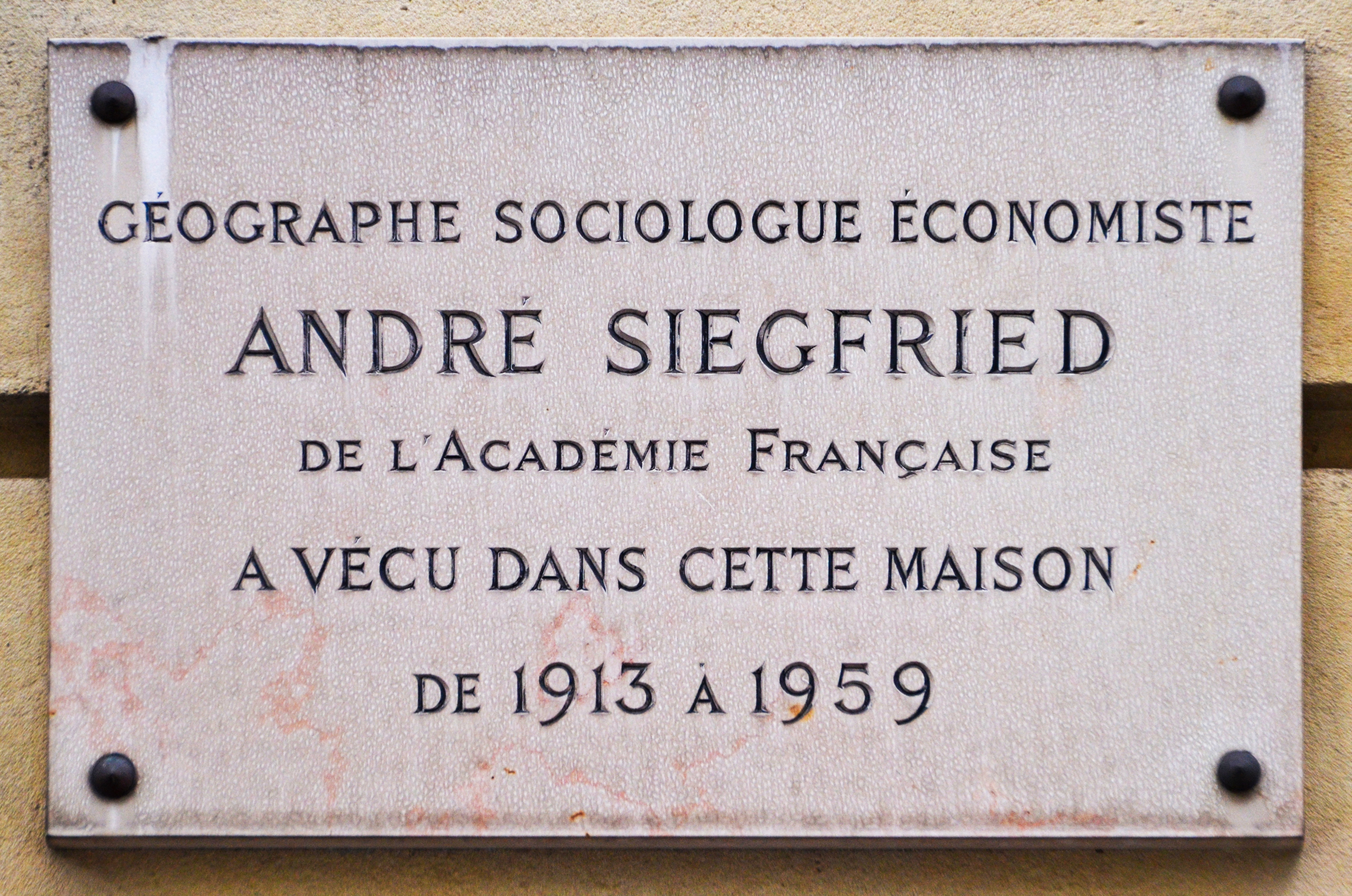
Plaque au 8, rue de Courty (Paris).

En 1932, il est élu à l’Académie des sciences morales et politiques. En 1933, il obtient la chaire de géographie économique et politique au Collège de France. À partir de 1934 et jusqu’à sa mort, il collaborera de façon régulière au Figaro, devenant administrateur de la société fermière du quotidien en 1950.
Grand officier de la Légion d'honneur, André Siegfried est élu à l’Académie française deux mois après la Libération de Paris, le 12 octobre 1944, en même temps que Louis de Broglie et Louis Pasteur Vallery-Radot, avec 13 voix au fauteuil de Gabriel Hanotaux. Il s'agit de la première élection depuis l'invasion allemande. L'Académie, dont une douzaine de membres décédés n'ont pas été remplacés depuis quatre ans, et dont plusieurs autres membres vivent en exil ou sont emprisonnés, ne peut réunir ce jour-là que dix-sept votants, soit moins que le quorum exigé. Ces trois élections sont malgré tout considérées comme valables et les trois nouveaux académiciens pourront même prendre part aux élections suivantes avant d'avoir été reçus en séance solennelle. André Siegfried est reçu le 21 juin 1945 par le duc de La Force.
Il a écrit régulièrement dans la revue du diplomate Montguerre, L'Échauguette.

### Parcours professoral
Il enseigne à l'École libre des sciences politiques à partir de 1909 ou 1910, recruté par Anatole Leroy-Beaulieu pour donner le cours de géographie économique. Il y enseigne jusqu'à la transformation de l'école en Institut d'études politiques de Paris en 1945, puis de ce moment jusqu'à 1955. Dans les années 1930, il donne notamment un cours sur les États-Unis, et un autre sur les politiques commerciales. Il refuse de devenir directeur de l'école, et c'est Roger Seydoux qui est choisi. Élu professeur au Collège de France en 1933, il conserve ce poste jusqu'en 1945.
Pendant la Seconde Guerre mondiale, il aide à la création d'une antenne de l'école à Lyon, afin que puissent continuer à y faire leurs études les étudiants qui vivent en zone libre ou qui ne pourraient vivre en zone occupée. Il est nommé président du conseil d'administration de l'école à la fin de l'Occupation. Il fait partie d'un groupe de travail mis en place par le directeur, Roger Seydoux, également composé de Pierre Renouvin et de Jean-Jacques Chevallier, qui est chargé de proposer une réforme des études et des programmes pour l'après-guerre.
Siegfried négocie avec Roger Seydoux, à la Libération, pour garantir la survie de l’École libre et sa transformation en Institut d'études politiques. Il devient le premier président de la Fondation nationale des sciences politiques, en 1945. En 1955, il est professeur détaché à l'université Harvard.

Il reprend dans ses cours à l'Institut d'études politiques de Paris ses analyses raciales développées dans les années 1920 : « Il y a des races qui s'assimilent vite, d'autres plus lentement, d'autres enfin, pas du tout », en France, « les Chinois demeurent toujours des étrangers », « la race noire reste inférieure », « le Juif est un résidu non fusible dans le creuset ».

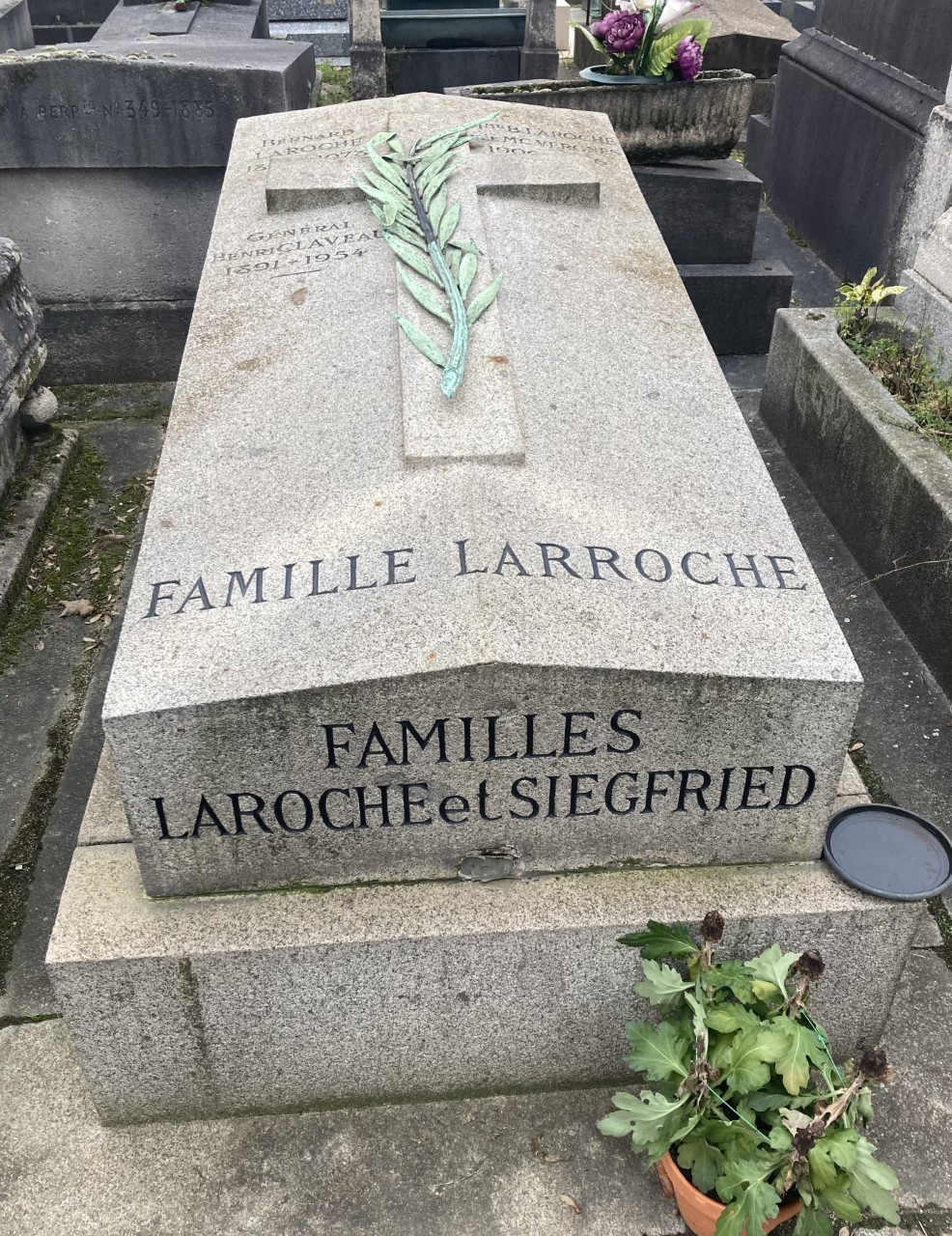
Tombe au cimetière de Passy.

En 1954, il fonde l’Institut des sciences et techniques humaines (Quai de Javel), classe préparatoire aux grandes écoles.
Son épouse, née Paule Laroche, est décédée en 1964.

## Idées
Proche du sociologue Gustave Le Bon (cf. L'âme des peuples), il publie en 1913 son Tableau politique de la France de l’Ouest sous la Troisième République, ouvrage fondateur de la sociologie électorale dans lequel il insiste notamment sur l’influence de la géologie sur le vote des habitants d’une quinzaine de départements de l’Ouest de la France durant les quarante premières années de la Troisième République.
Dans cet ouvrage, il explique notamment les préférences électorales par la nature des sols. Les sols granitiques favoriseraient les partis conservateurs et les sols calcaires les partis progressistes. André Siegfried explique cette corrélation ainsi : l'accès plus facile à l'eau sur les sols granitiques tend à concentrer les terres entre les mains de grands propriétaires et donc à disperser les populations, qui ne se fréquentent donc le plus souvent qu'à l'église.
De ce fait, les populations des sols granitiques étaient sous l'influence, très puissante pendant la Troisième république, des propriétaires terriens et des prêtres qui favorisaient les partis conservateurs. Du côté des sols calcaires, les points d'eau étaient moins nombreux, les populations plus pauvres et plus concentrées avaient plus l'occasion de se fréquenter ailleurs qu'à l'église (marché, taverne, etc.). Ainsi, ces populations se tournaient majoritairement vers les partis progressistes de l'époque.

## Postérité
Un lycée d'Haguenau et un collège de Saint-Romain-de-Colbosc ont reçu son nom.
Le 15 novembre 1975 est publié un timbre français à son honneur, dessiné et gravé par Pierre Gandon.
Une plaque commémorative lui rend hommage 8 rue de Courty (Paris 7e), où il vécut.

## Distinctions
- Grand officier de la Légion d'honneur
- Commandeur de l'ordre de l'Économie nationale (1955)[18]